# Église de la Sainte-Trinité à Kukujevci
Pour les articles homonymes, voir Église de la Sainte-Trinité.
L'église de la Sainte-Trinité (en serbe cyrillique : Римокатоличка црква Светог Тројства у Кукујевцима ; en serbe latin : Rimokatolička crkva Svetog Trojstva u Kukujevcima) est une église catholique située à Kukujevci en Serbie, dans la municipalité de Šid et dans la province de Voïvodine. Construite en 1770, elle est inscrite sur la liste des monuments culturels de grande importance de la république de Serbie (identifiant no SK 1353). Église paroissiale, elle relève du diocèse de Syrmie.

## Présentation
Kukujevci est situé à environ 10 kilomètres de Šid. L'église de la Sainte-Trinité a été construite en 1770 dans un style baroque. Elle est constituée d'une nef unique qui, à l'ouest, est dominée par un clocher-tour. Les façades sont rythmées par un socle élevé, par une corniche moulurée et par des pilastres.
L'église conserve une œuvre du peintre hongrois Falkoner, réalisée au début du XIXe siècle.
Très endommagée pendant la Seconde Guerre mondiale, elle n'a pas retrouvé son aspect d'origine.